# (4310) Strömholm
(4310) Strömholm es un asteroide perteneciente al cinturón de asteroides, descubierto el 2 de septiembre de 1978 por Claes-Ingvar Lagerkvist desde el Observatorio de La Silla, Chile.

## Designación y nombre
Designado provisionalmente como 1978 RJ7. Fue nombrado Strömholm en honor al abogado sueco “Stig Strömholm”, vicerrector de la Universidad de Uppsala.